# La Voce d'Italia
La Voce d'Italia è un quotidiano venezuelano in lingua italiana al servizio alla comunità italiana del Venezuela.

## Storia
Il quotidiano bilingue (esce tutti i giorni tranne il sabato e la domenica) è nato per iniziativa di Gaetano Bafile (7 settembre 1924 - 28 dicembre 2008).
Bafile, ex-partigiano abruzzese, era stato in Italia giornalista del  Messaggero. Arrivò a Caracas grazie ad un premio giornalistico vinto e nel 1949 fondò un settimanale di lingua italiana "La Voce d'Italia" che è stato per decenni un punto di riferimento importante per la numerosa comunità italiana emigrata nel Venezuela (assieme al Corriere di Caracas, l'altro quotidiano in italiano di Caracas).
Il 25 gennaio 1999 il settimanale diviene quotidiano grazie ad un aumento di capitale della società editrice apportato dai nuovi soci, gli imprenditori Di Ludovico e Ranzetti.
Poco dopo il quotidiano sigla un accordo con il Corriere della Sera che in edizione teletrasmessa è stampato dalla tipografia di Bafile a Caracas e venduto abbinato a La Voce d'Italia. L'iniziativa ha successo e dura vari anni. Attualmente il quotidiano non è abbinato ad alcun altro stampato italiano.
Direttore del giornale dalla morte di Gaetano Bafile è il figlio Mauro, giornalista, laureato nella "Scuola di Giornalismo" dell'Università Centrale del Venezuela, con esperienza nell'ambito della ricerca economica (ha collaborato con prestigiose riviste specializzate dell'Università Centrale del Venezuela) e nell'insegnamento (è stato professore "ad honorem" nella Scuola di Giornalismo dell'Ucv e nei corsi di post-grado della facoltà di "Desarrollo Rural" sempre dell'Ucv a Maracay - Venezuela).
L'ex vice-direttore del quotidiano Mariza Bafile è stata eletta deputato al Parlamento Italiano nell'aprile 2006 nella Circoscrizione Estero Sud America. Si è candidata con l'Ulivo. È la prima cittadina italo-venezuelana ad entrare nel parlamento italiano. Non è stata riconfermata nel 2008, nonostante fosse capolista nel Pd.
La Voce d'Italia fa parte del Cogito (Consorzio Giornali Italiani Transoceanici).
Usufruisce dei finanziamenti pubblici dell'editoria all'estero, dichiara una tiratura giornaliera di 11.000-12.000 copie. Il numero più venduto è quello del lunedì, con i risultati del campionato di calcio. Tra i temi più seguiti il problema dei sequestri ai danni di emigrati italiani. Uno dei temi di maggior successo degli ultimi tempi ha riguardato un'inchiesta sui cognomi italiani del Venezuela.
Il giornale, pur legato alla generazione dei primi migranti, arrivati negli anni '50, che ora hanno abbondantemente superato i 60 anni, si rivolge oggi ai figli dei pionieri, che, perfettamente integrati al tessuto sociale del Paese, molto spesso non parlano italiano, e sono per lo più giovani professionisti e capitani d'industria ma anche a tutti coloro che hanno simpatie per l'Italia. Il ruolo de La Voce d'Italia, oggi, resta dunque inalterato: la difesa degli interessi della Collettività italo-venezuelana, dell'Italia e del Venezuela e la divulgazione della cultura italiana in Venezuela.